# Esprit (revue)
Pour les articles homonymes, voir Esprit (homonymie).
Esprit, sous-titrée « Revue internationale », est une revue d'idées française fondée en 1932 par Emmanuel Mounier. 
Elle œuvre à la recherche d'une troisième voie entre l'individualisme libéral et le marxisme. Après la Seconde Guerre mondiale, elle se distingue par un soutien aux dissidents du bloc de l'Est et les critiques du totalitarisme qui s'y développent. Elle contribue à l'apparition de la deuxième gauche en France.
Parmi les contributeurs qui ont publié de façon récurrente dans la revue ces quarante dernières années: Olivier Mongin, Jean-Marie Domenach, Jean-Pierre Dupuy, Michaël Fœssel, Dominique Bourg, Frédéric Worms, Jean-Louis Schlegel, Thierry Paquot, Frédéric Keck, etc.

## Historique

### Avant 1940
Fondée en 1932 par Emmanuel Mounier, la revue est marquée par le krach de 1929, envisagé comme un révélateur de la fragilité du capitalisme et de la vision libérale de l'individu qui lui est associée. Dénonçant l'enrôlement des masses dans le communisme et le fascisme tout en refusant la posture esthète associée aux auteurs de La Nouvelle Revue française, la revue est inspirée par les idées de Péguy et de Bergson et s'inscrit alors au sein de la nébuleuse des non-conformistes des années 30, aux côtés d'Ordre nouveau et de la « Jeune Droite ». Elle rompt néanmoins avec Ordre nouveau à l'occasion de la crise du 6 février 1934, sur fond de désaccord quant à l'importance de l'opposition au fascisme – de manière significative, le numéro de janvier 1934 est déjà intitulé « Des pseudo-valeurs spirituelles fascistes ».
Après 1934, Esprit approfondit les conséquences sociales et philosophiques du personnalisme, dont il devient l'expression la plus connue, tandis que se crée autour de la revue un réseau national et international de groupes destinés à diffuser ses idées. Un débat a lieu au sein de la revue entre Mounier et l'un de ses principaux inspirateurs, le philosophe Jacques Maritain. Ce dernier souhaite en effet faire de cette dernière l'organe d'une refondation du catholicisme, tandis que Mounier souhaite la maintenir à l'écart de toute dimension institutionnelle, en dépit de sa foi catholique et de son attachement à l'héritage intellectuel chrétien. Lors de la guerre d'Espagne, la revue prend le parti des républicains, ce qui l'oppose aux représentants du catholicisme français.

### Sous le régime de Vichy
La défaite militaire de 1940 est interprétée par les animateurs d'Esprit comme la phase terminale de la « crise de civilisation » diagnostiquée par eux dès les débuts de la revue. Après l'armistice de 1940, Esprit reparaît, Mounier s'installant à Lyon (en zone libre) pour la relancer. Après avoir manifesté de l'intérêt pour certaines des orientations initiales de la Révolution nationale du régime de Vichy, la revue exprime des opinions de plus en plus critiques qui aboutissent à son interdiction en août 1941. Mounier, d'abord emprisonné sans jugement, puis acquitté, se retire à Dieulefit. Il intervient cependant à l'école des cadres d'Uriage invité par Dunoyer de Segonzac qui lui laisse une entière liberté de parole, et la marque de sa philosophie. 

### De la Libération à la naissance de la deuxième gauche
À la Libération, Mounier relance la revue. Celle-ci emménage en même temps que les éditions du Seuil rue Jacob, dans le 6e arrondissement – une collection « Esprit » est créée au sein de la maison d'édition. Les animateurs de la revue participent activement aux débats et controverses de l'après-guerre, manifestant jusqu'en 1949 une certaine orientation « philocommuniste », en lien avec leur défiance vis-à-vis du modèle américain. De nombreux rédacteurs de la revue prennent notamment part au rassemblement démocratique révolutionnaire fondé par David Rousset et Jean-Paul Sartre. La publication d'un article de François Fejtő, dénonçant les procès staliniens à l'occasion de l'« affaire Rajk », marque cependant une rupture avec les communistes français solidaires des politiques menées en URSS et dans les États satellites.
Après la mort de Mounier en 1950, la direction de la revue est assurée par Albert Béguin, critique littéraire et ancien directeur des Cahiers du Rhône, jusqu'à sa mort en 1957 où il est remplacé par Jean-Marie Domenach. Durant cette période, la revue s'engage plus en avant dans les débats concernant la laïcité (dans l'enseignement notamment), la psychiatrie, et la modernisation des institutions politiques et sociales. Elle contribue à l'émergence de la nouvelle gauche, dans le sillage des mouvements de décolonisation et de la crise hongroise de 1956.
À partir de 1958, Esprit est également proche du club Jean Moulin – Georges Suffert, qui dirige le club à partir de 1949, a régulièrement contribué à la revue entre 1952 et 1956 – et manifeste un intérêt accru pour les activités de planification. Les écrits relatifs à la sociologie et au droit du travail, déjà présents dans la revue du fait des liens existants entre celle-ci et la CFTC, se nourrissent notamment des travaux de Georges Gurvitch et de Michel Crozier.
Lors de la guerre d'Algérie, la revue soutient les indépendantistes tout en étant plus proche du Mouvement national algérien que du Front de libération nationale – quelques rédacteurs de la revue signent le Manifeste des 121 sur le droit à l'insoumission. Domenach et Thibaud dénoncent aux côtés de Pierre Vidal-Naquet la torture et les exécutions sommaires.
Progressivement, l'identité personnaliste de la revue s'atténue tandis que s'affirme son rôle de carrefour intellectuel. Le philosophe Paul Ricœur y écrit régulièrement et devient l'une des principales références de la revue, à côté notamment de Hannah Arendt et de Maurice Merleau-Ponty. Au cours des années 1960, Esprit substitue progressivement au dialogue privilégié avec le marxisme une attention aux pensées structuralistes émergentes, de Lévi-Strauss à Althusser en passant par Lacan.

### Mai 1968 et l'antitotalitarisme
Bien qu'intéressée par le regain de vitalité dans l'espace public que traduit Mai 68, la revue en critique les « excès politiques et gauchistes ». L'intérêt croissant accordé par la revue à la pensée de la démocratie et des liens entre l’État et la société civile trouve notamment une expression dans la mise en avant de l'autogestion, la critique du Programme commun. L'éducation, le travail social et le système carcéral sont d'autres thèmes travaillés par la revue durant cette période.
Alors que la notion de totalitarisme était relativement peu présente au sein de l’espace intellectuel français dans les décennies précédentes, les années 1970 voient sa redécouverte, notamment sous l’impulsion de la publication en 1974 de L'Archipel du Goulag d’Alexandre Soljenitsyne, dans un contexte politique national marqué par l’Union de la gauche, la défense maintenue de l’URSS par le Parti communiste français et la place prépondérante accordée aux idées de Marx dans la vie des idées. Esprit joue un rôle central dans la réception hexagonale de l’œuvre du dissident russe, publiant par la suite de nombreux articles consacrés au phénomène totalitaire et à son rapport à la pensée de Marx, signés entre autres par Cornelius Castoriadis, Claude Lefort et Marcel Gauchet.
La revue, dirigée par Paul Thibaud à partir de 1977, se rapproche au cours de la décennie 1970 du libéralisme, travaillant notamment à la défense des droits de l’homme. Elle s'intéresse à la pensée autogestionnaire et à la deuxième gauche, telle que représentée notamment par Michel Rocard. Parallèlement, elle mobilise beaucoup d'énergie dans le soutien des dynamiques d'émancipation à l'œuvre dans les pays d'Europe de l'Est.
En septembre 1980, Pierre Vidal-Naquet s'en prend à Robert Faurisson dans un article intitulé « Un Eichmann de papier ».

### Après 1989
Esprit est dirigée de 1989 à 2012 par Olivier Mongin. Après la chute du Mur, l'antitotalitarisme s’essouffle et la revue s'attache davantage à la pensée des ressorts et des apories qui travaillent les démocraties occidentales. Cela passe par un travail d'articulation des notions de souveraineté, droits de l'homme et État de droit, dans un contexte d'accélération de la construction européenne qui repose la question de la communauté politique.
Dans le sillage de la guerre en ex-Yougoslavie, du regain de vitalité des discours xénophobes en Europe et de montée du djihadisme, une réflexion sur le fait national et les politiques des identités est initiée, à un moment où l'explosion des flux liés à la globalisation économique vient remettre en cause les formes traditionnelles de solidarité à l'Ouest, notamment l'État-providence. C'est dans ce contexte que la revue est à l'origine, en 1995 d'une pétition de soutien au plan Juppé de réforme des retraites et de la sécurité sociale, qu'avait approuvé la CFDT.
En 2012, la revue tire à 8 000 exemplaires.
En 2013, Marc-Olivier Padis prend la direction de la revue, Olivier Mongin demeurant directeur de la publication. Antoine Garapon et Jean-Louis Schlegel sont directeurs de la rédaction, Anne-Lorraine Bujon rédactrice en chef.
En 2023, la rédaction est composée d'Anne-Lorraine Bujon (directrice de la rédaction), Anne Dujin (rédactrice en chef) et Jonathan Chalier (rédacteur en chef adjoint). Au comité de rédaction figurent Emmanuel Alloa, Joseph Bahout, Rémi Baille, Françoise Benhamou, Hamit Bozarslan, Sylvie Bressler, Fabienne Brugère, François Crémieux, Carole Desbarats, Élise Domenach, Nicolas Dutent, Matthieu Febvre-Issaly, Michaël Fœssel, Antoine Garapon, Joël Hubrecht, Annick Jamart, Justine Lacroix, Anne Lafont, Manuel Lafont Rapnouil, Emmanuel Laurentin, Guillaume Le Blanc, Nicolas Léger, Michel Marian, Marie Mendras, Jean-Claude Monod, Hélène Mugnier, Véronique Grappe-Nahoum, Bernard Perret, Jean-Pierre Peyroulou, Jean-Yves Pranchère, Camille Riquier, Emmanuelle Saulnier-Cassia, Jean-Louis Schlegel, Lucile Schmid.

## Esprit, les arts et la culture
La revue a compté parmi ses contributeurs réguliers André Bazin, Alfred Simon et Chris Marker, ainsi que Léopold Sédar Senghor à l'occasion de trois articles en 1945, 1949 et 1962.
À partir de 1957 et pour une vingtaine d'années, la direction littéraire de la revue a été confiée à Camille Bourniquel.
Au début des années 1990, une série de dossiers sont consacrés à l'art contemporain, qui questionnent notamment la place occupée par les discours théoriques dans la valorisation des œuvres par les galeries et les musées, au détriment de la mobilisation de critères d'appréciation esthétiques.[réf. nécessaire]